# Bernard Bourreau

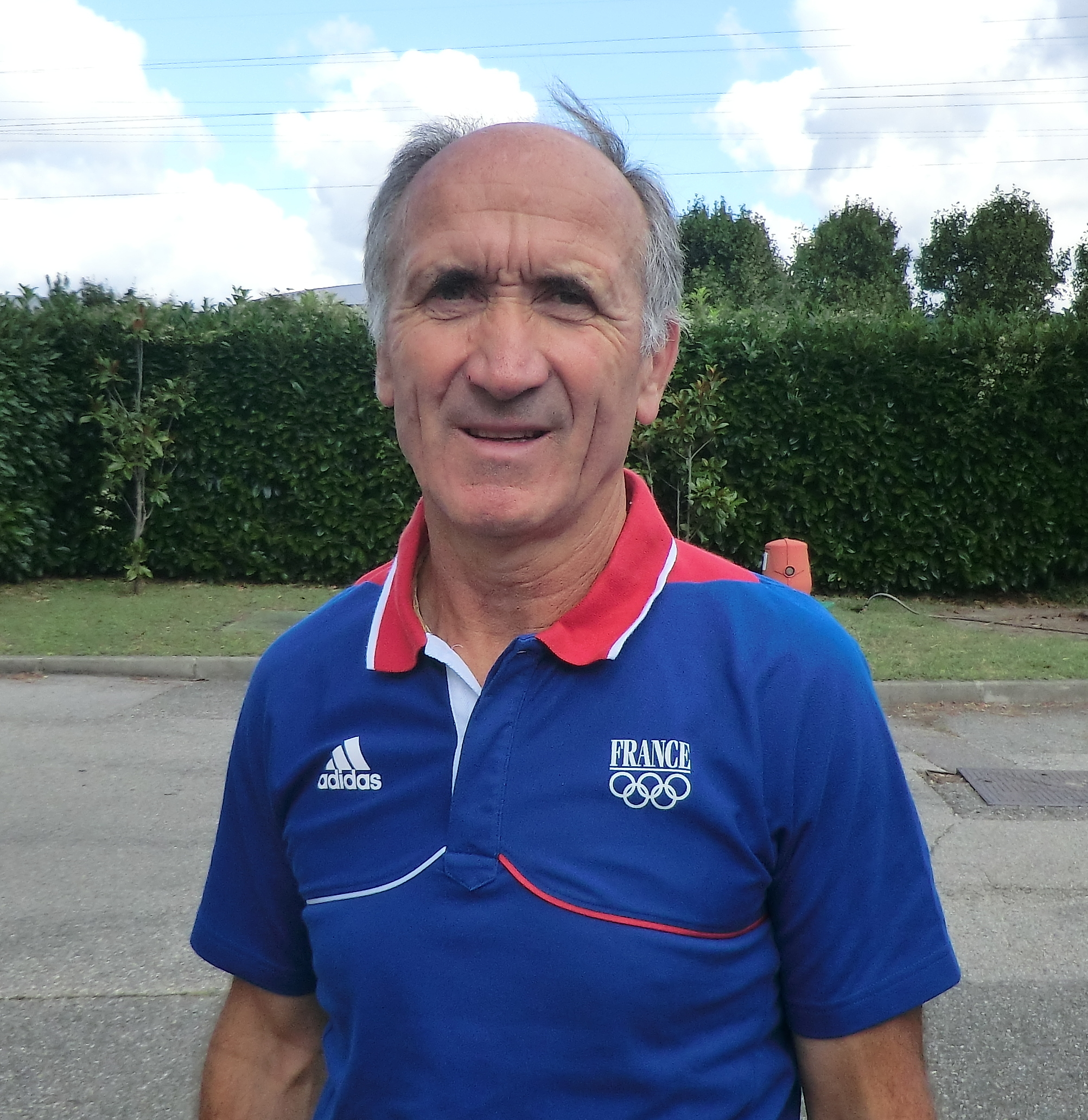
Bernard Bourreau

Bernard Bourreau (* 2. September 1951 in Garat (Charente)) ist ein ehemaliger französischer Radrennfahrer.

## Sportliche Laufbahn
Bourreau war im Straßenradsport aktiv. 1968 gewann er die Meisterschaft der Junioren im Straßenrennen. Einen ersten internationalen Erfolg hatte Bourreau mit dem Sieg im britischen Eintagesrennen Manx International Grand Prix 1971. Auch die Tour des Alpes de Provence gewann er in jener Saison. 1972 war er in der französischen Militärmeisterschaft erfolgreich und gewann Silber bei den Weltmeisterschaften der Militärs. In der Tour de l’Avenir stand er als Dritter mit dem Sieger Fedor den Hertog auf dem Podium. Bei Paris–Évreux wurde er Zweiter. 1983 wurde er erneut Dritter in der Tour de l’Avenir. Dazu kamen Siege im Etappenrennen Route de France, der Amateurausgabe von Paris–Tours, im Circuit du Cantal und in der Tour du Gévaudan. Im Giro Ciclistico d’Italia wurde Bourreau Dritter. Bei den UCI-Straßen-Weltmeisterschaften gewann er im Einzelrennen Bronze. Bourreau gewann die Jahreswertung „Palmes d’or Merlin Plage“ der französischen Amateure in jener Saison.
1974 wechselte er von zu den Berufsfahrern. Er wurde Mitglied im Radsportteam Peugeot-BP. In seiner ersten Saison als Radprofi siegte er im Grand Prix d’Isbergues und wurde Dritter der nationalen Meisterschaft im Straßenrennen. 1975 gewann er die Route nivernaise und eine Etappe im Circuit de la Sarthe sowie in der Rundfahrt Région Pays de la Loire Tour. Im Circuit de l’Indre wurde er Zweiter hinter Régis Delépine. 1976 war er im Prolog des Critérium du Dauphiné libéré und des l’Étoile des Espoirs siegreich. 1978 gewann Bourreau eine Etappe der Tour du Limousin, 1980 der Tour du Vaucluse. 1981 gewann er die Tour de Vendée. 1982 gewann er eine Etappe im Clásico RCN in Kolumbien. 1984 belegte er den 5. Platz im Rennen der UCI-Straßen-Weltmeisterschaften. 1975 wurde er 15., 1983 wurde er 21.
Bourreau bestritt die Tour de France elfmal. Zehnmal kam er ins Ziel nach Paris. Sein bestes Gesamtergebnis war der 28. Platz 1978. 1974 wurde er 36. in der Vuelta a España.

## Berufliches
Von 2006 bis 2013 war er als Nationaltrainer des französischen Nachwuchses im Straßenradsport tätig, ab 2013 bis 2016 dann für den Männerbereich.